# Žarko Olarević
Žarko Olarević (serbisch-kyrillisch Жарко Оларевић; * 28. Juli 1950 in Belgrad) ist ein ehemaliger jugoslawischer Fußballspieler und -trainer.

## Spielerkarriere

### Vereine
Olarević, aus der Jugendmannschaft des FK Partizan Belgrad hervorgegangen, rückte zur Saison 1967/68 in die Erste Mannschaft auf, gehörte ihr bis Saisonende 1968/69 in der 1. Jugoslawischen Liga an und erzielte ein Tor in zwölf Punktspielen. Auf Leihbasis spielte er anschließend von 1969 bis 1971 für den FK Proleter Zrenjanin in der 2. Jugoslawischen Liga, in die der Verein am Saisonende 1968/69 abgestiegen war. Nach dem Ende der Leihfrist nach Belgrad zurückgekehrt, bestritt er in der Saison 1971/72 zwölf Punktspiele für den FK Partizan Belgrad. Sein Saisondebüt gab er am 28. August 1971 (2. Spieltag) als Einwechselspieler für Momčilo Vukotić, „Moca“ gerufen, beim 3:0-Sieg im Heimspiel gegen den FK Radnički 1923 Kragujevac; sein letztes Punktspiel bestritt er am 5. Dezember 1971 (16. Spieltag) bei der 0:1-Niederlage im Heimspiel gegen den FK Vojvodina. Am 4. November 1971 kam er das einzige Mal international zum Einsatz; im 1955 wiederbelebten Wettbewerb um den Mitropapokal spielte er gegen den AC Florenz, dem er mit seiner Mannschaft mit 0:3 unterlegen war.
Nach Kragujevac gelangt, spielte er für den dort ansässigen FK Radnički 1923 Kragujevac von 1972 bis 1974 in der 2. und von 1974 bis 1976 in der 1. Jugoslawischen Liga. Da der Verein am Saisonende abstieg, verließ er diesen und begab sich erstmals ins Ausland. In der Saison 1976/77 spielte er für den belgischen Erstligisten Royal Antwerpen; anschließend verbrachte er neun Jahre in Frankreich, davon zwei als Trainer.
In der Gruppe B der seinerzeit zweigleisigen Division 2 spielte er für den französischen Verein OSC Lille, mit dem er am Ende seiner Premierensaison in die Division 1 aufstieg und in dieser Spielklasse bis Saisonende 1980/81 in 102 Punktspielen zum Einsatz gekommen war und 26 Tore erzielte. Sein Erstligadebüt in Frankreich gab er am 19. Juli 1978 (1. Spieltag) beim 4:3-Sieg im Heimspiel gegen den Pokalsieger AS Nancy. Sein erstes von 15 Saisontoren erzielte er am 28. Juli 1978 (3. Spieltag) beim 4:2-Sieg im Heimspiel gegen den amtierenden Meister AS Monaco mit dem Treffer zum 2:0 in der 21. Minute per Strafstoß.
Von 1981 bis 1983 spielte er für den Zweitligisten Le Havre AC – eine Saison in der Gruppe B und eine in der Gruppe A. In dieser Gruppe kam er in der Saison 1983/84 für den am Saisonende aufgestiegenen Verein Olympique Marseille zum Einsatz; mit diesem Erfolg beendete er seiner Spielerkarriere.

### Nationalmannschaft
Olarević spielte im Jahr 1974 für die Amateurnationalmannschaft Jugoslawiens im Wettbewerb um den UEFA-Amateur-Cup. Am 28. April erreichte seine Mannschaft – nachdem sie sich zuvor im Halbfinale mit 2:1 gegen die Amateurnationalmannschaft Spaniens durchgesetzt hatte – das Finale. Die Begegnung in Rijeka gegen die Amateurnationalmannschaft Deutschlands wurde aufgrund des morastigen Spielfeldes nach Regenschauern nicht ausgetragen und beide Mannschaften zu Siegern erklärt.

### Erfolge
- Europameister der Amateure 1974

## Trainerkarriere
Ein Jahr nach Beendigung seiner Spielerkarriere und dem zwischenzeitlichen Erwerb der Trainerlizenz übernahm er die hauptverantwortliche Trainertätigkeit bei Olympique Marseille und folgte somit Pierre Cahuzac nach, der eine Saison lang zuvor die Geschicke des Aufsteigers leitete und den Abstieg mit Platz 17 soeben noch abwenden konnte.; vom 4. bis 9. Oktober 1984 war Olarević zuvor als Interimstrainer und somit im Saisonspiel am 6. Oktober 1984, beim 3:0-Sieg im Heimspiel gegen den AS Monaco, verantwortlich. Zum Abschluss der Saison 1985/86 führte er die Mannschaft in der Meisterschaft auf Platz 12, im Pokalwettbewerb ins Finale. Am 30. April 1986 unterlag seine Mannschaft im Pariser Prinzenparkstadion Girondins Bordeaux mit 1:2 n. V.
Danach – von 1986 bis 1998 ohne Trainertätigkeit geblieben – folgten mit dem FK Sutjeska Nikšić, zweimal Slawia Sofia, Wydad Casablanca und zuletzt bis Ende 2003 mit Zagłębie Lubin weitere Trainerstationen im jugoslawischen Teilstaat Montenegro, in Bulgarien, Marokko und Polen.

### Erfolge
- Französischer Pokal-Finalist 1986

## Anmerkung / Einzelnachweise
1. ↑  Ausgenommen Zweitligasaison 1977/78
2. ↑  Žarko Olarević auf partizanopedia.rs
3. ↑  Saison 1971/72 auf crnobelanostalgija.com
4. ↑  Spielpaarung auf transfermarkt.de

| Personendaten    | Personendaten                              |
| ---------------- | ------------------------------------------ |
| NAME             | Olarević, Žarko                            |
| ALTERNATIVNAMEN  | Oлapeвић, Жapкo (serbisch)                 |
| KURZBESCHREIBUNG | jugoslawischer Fußballspieler und -trainer |
| GEBURTSDATUM     | 28. Juli 1950                              |
| GEBURTSORT       | Belgrad                                    |